# Enrique Carrión
Enrique Carrión Olivares (* 11. Oktober 1967) ist ein ehemaliger kubanischer Amateurboxer im Bantamgewicht und Federgewicht. Er gehörte zu den weltbesten Boxern zwischen 1989 und 1999.

## Karriere
Enrique Carrión boxte in der Normalauslage und bestritt im Laufe seiner Karriere 361 Amateurkämpfe, von denen er 335 gewann. Er wurde 1986, 1988, 1989, 1990, 1993, 1995, 1998 und 1999 Kubanischer Meister, wobei ihm auch Siege gegen die Spitzentalente Waldemar Font, Joel Casamayor, Mario Kindelán und Ramón Ledón gelangen.
Sein erster international bedeutender Erfolg war der Gewinn der Goldmedaille bei den Weltmeisterschaften 1989 in Moskau. Er besiegte auf dem Weg zum Titel Benjamin Falcon aus Mexiko (32:1), Katsuyuki Matsushima aus Japan (28:2), Adrian Marcut aus Rumänien (35:12), Li Yon-Ho aus Nordkorea (11:6) und im Finale den späteren dreifachen Weltmeister Serafim Todorow aus Bulgarien (19:12). 
1990 folgte der Gewinn der Goldmedaille beim Weltcup in Bombay, als er im Finalkampf erneut Serafim Todorow besiegen konnte. 
Im August 1991 nahm er an den Panamerikanischen Spielen in Kuba teil und sicherte sich erneut eine Goldmedaille. Daraufhin startete er im November bei den Weltmeisterschaften in Sydney, wo er durch Siege unter anderem gegen Wayne McCullough und Li Gwang-sik ins Finale vordrang, dort aber diesmal gegen Serafim Todorow ausschied und somit die Silbermedaille gewann.
Im Mai 1993 gewann er bei den Weltmeisterschaften in Tampere erneut die Silbermedaille, nachdem er im Finale erneut von Todorow ausgepunktet worden war. Bei der WM war ihm auch ein Sieg gegen Ramaz Paliani gelungen. Im November desselben Jahres gewann er die Zentralamerika- und Karibikspiele in Puerto Rico.
1994 gewann er Silber bei den Goodwill Games in Sankt Petersburg und 1998 Gold beim Weltcup in Peking; er schlug dabei im Finale den Olympiateilnehmer Sontaya Wongprates. Ebenfalls 1998 konnte er erneut die Zentralamerika- und Karibikspiele in Venezuela gewinnen. 
Darüber hinaus ist er Turniersieger bei Wettkämpfen in Tschechien, Bulgarien und Deutschland.
Seine Teilnahme an Olympischen Spielen scheiterte 1988 durch Boykott der kubanischen Mannschaft, 1992 durch Verletzung, sowie 1996 und 2000 durch Sperrung aufgrund positiver Dopingtests.